# Carla Boni

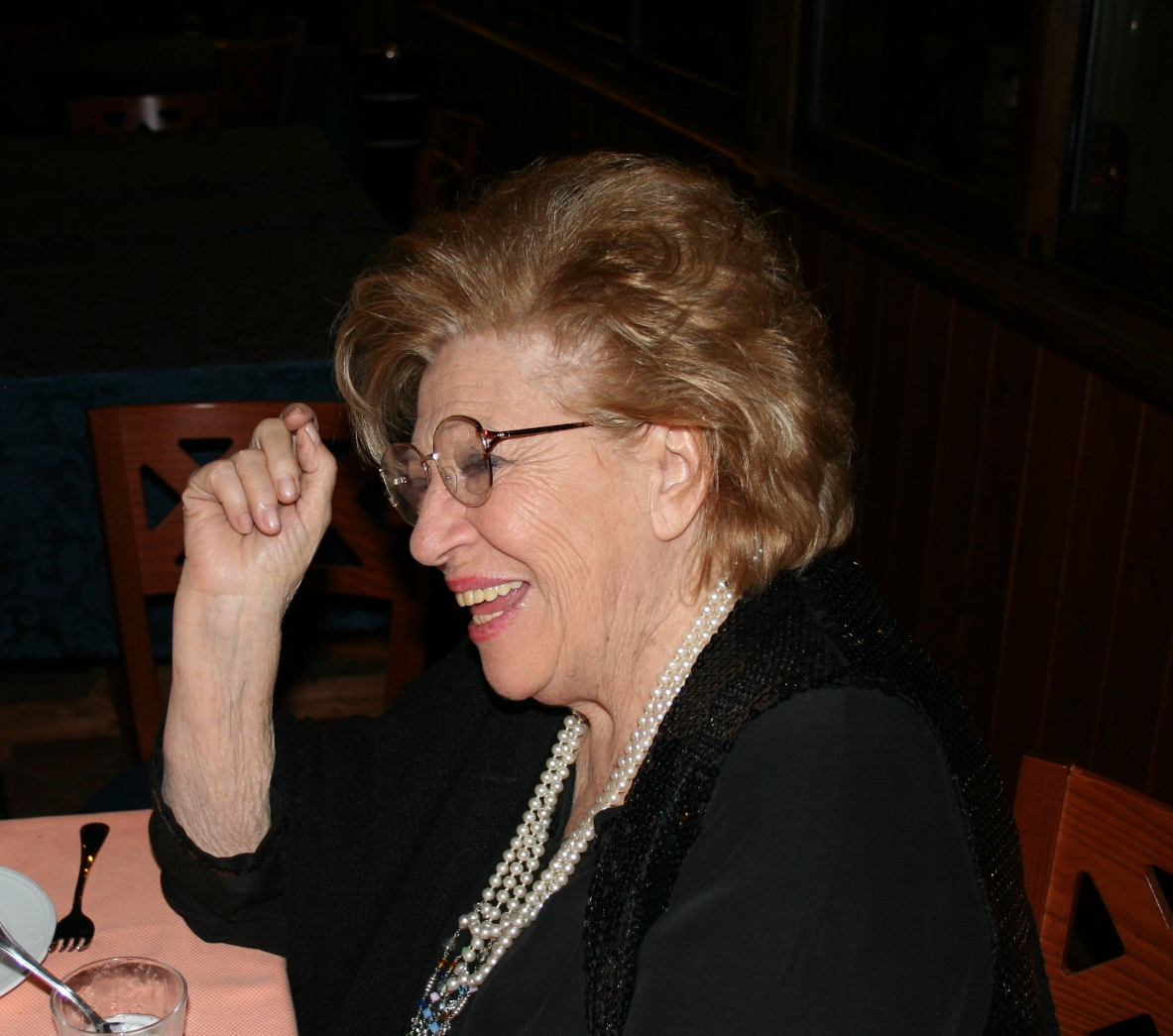
Carla Boni (2008)

Carla Boni (* 17. Juli 1925 in Ferrara als Carla Gaiano; † 17. Oktober 2009 in Rom) war eine italienische Sängerin.

## Karriere
Carla Boni stand schon im Alter von 10 Jahren als Sängerin in Kinderoperetten auf der Bühne. 1937 ging sie zu einem Casting des Staatsrundfunks Eiar in Turin, wo Pippo Barzizza auf sie aufmerksam wurde und sie als Kinderstar nach dem Vorbild von Shirley Temple lancieren wollte. Doch daraus wurde nichts und die junge Sängerin ging zurück nach Ferrara, wo sie ein Musikgymnasium besuchte. Ihre musikalische Karriere wurde durch den Zweiten Weltkrieg unterbrochen, aber nach einem Auftritt auf einer Veranstaltung für die US Armed Forces nach der Befreiung 1946 begann sie, vermehrt in Lokalen aufzutreten und sich für den Swing zu interessieren.
1948 gewann Boni einen Gesangswettbewerb der Rai (Nachfolgerin des Eiar) und nahm – wieder mithilfe von Pippo Barzizza in Turin – ihre ersten Platten auf. 1952 wurde sie Teil des Rundfunkorchesters von Cinico Angelini und konnte sich so endgültig auf nationaler Ebene etablieren. Neben Nilla Pizzi war sie zu jener Zeit eine der Primadonnen der italienischen populären Musik. Schon bei ihrer ersten Teilnahme am Sanremo-Festival 1953, wo sie fünf Lieder präsentierte, konnte sie mit Viale d’autunno an der Seite von Flo Sandon’s den Wettbewerb gewinnen. In der Folge hatte sie weitere große Erfolge mit den Liedern Johnny Guitar (ursprünglich von Peggy Lee, Titelsong des gleichnamigen Westerns von 1954) und Mambo Italiano (ursprünglich von Rosemary Clooney).
Carla Boni kehrte auch 1954, 1957, 1958 und 1961 nach Sanremo zurück. Im Festivalumfeld lernte sie Gino Latilla kennen, mit dem sie zunächst eine künstlerische Zusammenarbeit begann und den sie 1958 heiratete. Ihr erfolgreichstes gemeinsames Lied war Casetta in Canadà (Sanremo 1957). Daneben trat Boni auch bei mehreren Ausgaben des Festival di Napoli und weiteren musikalischen Veranstaltungen in Erscheinung. Mitte der 1970er-Jahre trennte sie sich von Gino Latilla, die beiden begannen aber 1987 wieder eine künstlerische Zusammenarbeit, als sie zusammen mit Nilla Pizzi und Giorgio Consolini das Vokalensemble Quelli di Sanremo bildeten und ein Album aufnahmen.
In den 90er-Jahren veröffentlichte die Sängerin ihre Autobiografie in zwei Bänden und 2007 veröffentlichte sie ein neues Album, Aeroplani ed angeli. 2008 war sie in der Fernsehsendung I migliori anni della nostra vita von Carlo Conti zu sehen. Nach längerer Krankheit starb sie im Herbst 2009 in Rom.

## Bibliografie
- Carla Boni: Ribalta spenta. Greco & Greco, 1997, ISBN 88798-0050-7.
- Carla Boni: Ribalta accesa. Greco & Greco, 1997, ISBN 88798-0144-9.

## Belege
1. 1 2 3 4  Claudia Bertanza: Carla Boni. (PDF) In: Il Discobolo. Museo Virtuale del Disco, abgerufen am 28. Juli 2019 (italienisch).
2. 1 2  Carla Boni biografia. In: ComingSoon.it. Abgerufen am 27. Juli 2019 (italienisch).
3. 1 2  Si è spenta Carla Boni, grande voce della canzone italiana. Adnkronos, 17. Oktober 2009, abgerufen am 28. Juli 2019 (italienisch).
4. ↑  Antonella Sciocchetti: Addio Gino Latilla. Sarai nel vento. In: Articolo 21. Abgerufen am 26. Juli 2019 (italienisch).

| Personendaten    | Personendaten               |
| ---------------- | --------------------------- |
| NAME             | Boni, Carla                 |
| ALTERNATIVNAMEN  | Gaiano, Carla (Geburtsname) |
| KURZBESCHREIBUNG | italienische Sängerin       |
| GEBURTSDATUM     | 17. Juli 1925               |
| GEBURTSORT       | Ferrara                     |
| STERBEDATUM      | 17. Oktober 2009            |
| STERBEORT        | Rom                         |